# Đỗ Thị Ánh Nguyệt
Đỗ Thị Ánh Nguyệt, née le 15 janvier 2001, est une archère vietnamienne. Elle a participé à l’épreuve individuelle féminine de tir à l'arc aux Jeux olympiques d'été de 2020 à Tokyo. Elle est originaire de Văn Lâm, dans la province de Hưng Yên, au nord du pays.
Elle participe aussi aux épreuves de tir à l'arc aux Jeux olympiques d'été de 2024 à Paris.